# クルド女性防衛部隊
クルド女性防衛部隊 (クルド語: Yekîneyên Parastina Jin; 英: Women's Protection Units) (YPJ) は、2012年に左翼民兵クルド人民防衛隊の女性旅団として設立された、武装集団である。YPGとYPJは、ロジャヴァと呼ばれる、クルド人が多数を占めるシリア北部を事実上統治しているクルド人連合の武装部門である。 クルド人、アラブ人、アッシリア人、チェルケス人、また外国人ボランティアにより構成されている。

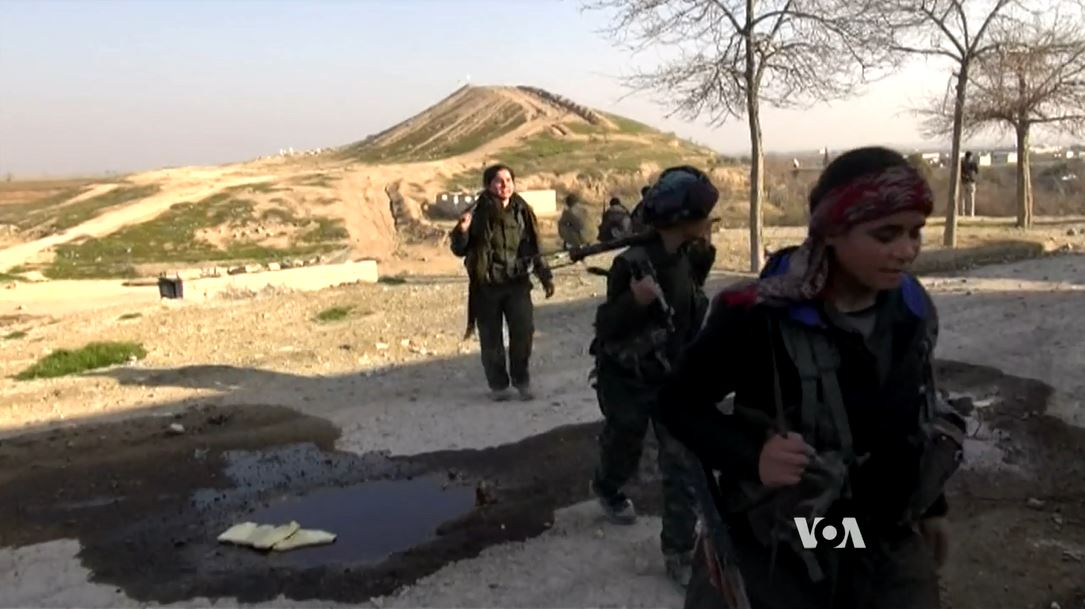
コバネのYPJのメンバー

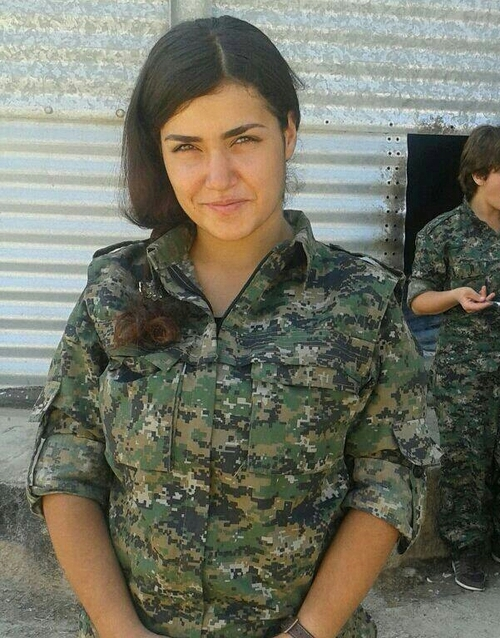
標準戦闘服に身を包んだYPJのメンバー

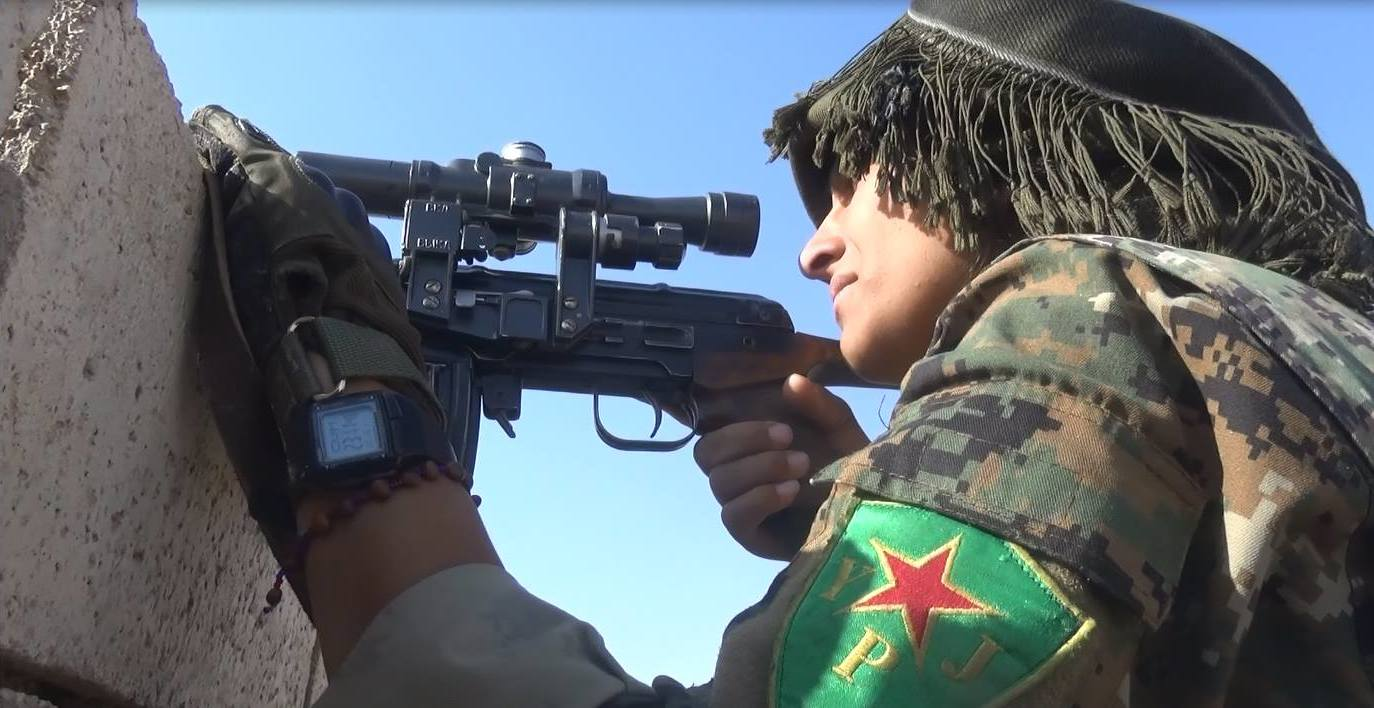
ラッカにて戦闘中のYPJスナイパー

## 歴史
この全員が女性の民兵集団は、クルド人抵抗運動の中から育った。現在18歳から40歳までの7000名の（テレスール によれば1万名の）、義勇兵がいる。YPJは国際社会から何の資金も受け取っていない。そしてこの女性たちは補給品と食料をクルドコミュニティに頼っている。
YPJは兄弟組織YPGと共に、シリア内戦をクルド人居住地域に持ち込もうという意図のある、すべての集団に対する戦いに、参加してきた。YPJはシリアのISIS 民兵からの攻撃に曝されることが増えている。また重要な国境の町コバネをめぐって、コバネ包囲戦にも参加した。

## イラクでの軍事作戦
YPJは、シンジャル山に追い込まれたヤズィーディーをISISの兵士から救出するに際して極めて重要な役割を果たした（2014年8月）。「私たちは、政府に頼ることなく、自分たちで地域を守る必要がある。政府はISISから私たちを守ることができない。私たちは自分たちを、そして皆を守らないといけない。人種や宗教は関係ない」とある戦士は強調した。

## イデオロギー
社会主義者のフェミニストも非社会主義者のフェミニストもYPJを賞賛している。「YPJは地域の伝統的ジェンダー規範に立ち向かい」「地域の紛争の中で女性の役割を再定義している」。
写真家エリン・トレイブによれば、「YPJ自体がフェミニズム運動である、たとえそれが運動の主目的でないにしても」。「YPJは女性と男性の間の「平等」を求めている。そしてそれは彼女らの参加の目的の一部である。クルド文化の中の女性の認知を発展させ前進させるために。彼女らは、強くもリーダーにもなれる」とエリンは力説する。

## シリア内戦における重要性
様々なクルド系メディアが、「YPJの兵士たちはコバネにおける対ISIS戦において不可欠なものとなった」と指摘した。ロジャヴァにおいてYPJが達成したことは、一考に値する国際的な注目を集めた。YPJは、女性がひどく抑圧されている地域における、女性により達成された強力なモノの希少な例だからである。

## YPJ司令官とオランド仏大統領との会談
コバネ奪還後、YPJのネスリン・アブドゥッラー司令官は、民主連合党 (PYD)のアスィア・アブドゥッラー共同代表（ともに女性）は、オランド仏大統領により、パリのエリゼ宮へ招待された。二人はそれぞれ軍服と民族衣装で会談に出席した。二人は、ISISとの闘いを進めるために、武器等の兵站支援をフランスに求めた。インタビューに対し、YPJのネスリン・アブドゥッラー司令官は、クルド女性防衛部隊が官邸に迎えられ光栄ですというコメントをした。ネスリン・アブドゥッラー司令官とアスィア・アブドゥッラー共同代表は、フランス側がチャーターした特別便でエルビルからパリへ飛んだと報じられた。
なおPYDの外交責任者ズハット・コバーニーは、できたら隣人であるトルコとまず面会したかったと述べたが、トルコ外務省はかれらはテロリストに過ぎないという立場を固持した。
会談にはPYDフランス代表のハーレド・イッサも出席した。イッサは、ロジャヴァモデル（地方分権と男女平等）を全シリアに広げるという提案をしていると述べた。イッサはさらに、私たちはシャルリ・エブドを攻撃したような者たちと闘っている、脱中央集権化され民主化されたシリアを望んでいると述べた。また域外への進軍に関する質問に対しては、自由シリア軍との共同部隊である「ユーフラテスの火山」が攻撃されたら救援に行くし、既にアレッポにて何度もシリア政府軍と戦っていると述べた。 